# 이숙진
이숙진(李淑眞, 1964년 1월 23일~)은 대한민국의 여권운동가이다. 초대 스포츠윤리센터 이사장을 지냈으며, 2020년부터 2021년 까지 여성가족부 차관을 지냈다.
한국여성재단 상임이사, 서울특별시 여성가족재단 대표이사, 젠더사회연구소 소장, 대통령비서실 양극화민생대책비서관을 맡는 등의 여권 신장을 위해 활동했다.